# Abaria tripunctata
Abaria tripunctata is een schietmot uit de familie Xiphocentronidae. De soort komt voor in het Afrotropisch en het Palearctisch gebied.